# Pedro Barny
Luís Pedro Barros Barny Monteiro, meglio noto come Pedro Barny (Porto, 20 luglio 1966), è un allenatore di calcio ed ex calciatore portoghese, di ruolo difensore.

## Carriera

### Calciatore

#### Club
Durante la sua carriera ha giocato 332 partite in Primeira Divisão. Con Boavista ed Estrela Amadora ha vinto una coppa di Portogallo per parte.

#### Nazionale
Conta 7 presenze con la nazionale Under-21 portoghese.

## Palmarès

### Club

#### Competizioni nazionali
- Coppa del Portogallo: 2

Estrela Amadora: 1989-1990
Boavista: 1991-1992